# Iglesia de Santa María (Castroponce)
La iglesia de Santa María es una iglesia situada en la localidad de Castroponce, provincia de Valladolid, España, declarada bien de interés cultural el 17 de octubre de 2013.

## Descripción
Se trata de una construcción en la que se combinan diversas técnicas constructivas de diferentes épocas. La planta es de tres naves y tres tramos separados por pilares rematados con arcos de medio punto. Se cubren las mismas con bóvedas de arista, salvo en el crucero que se hace con cúpula semiesférica en el tramo central y con bóvedas de cañón con lunetos en los laterales. En el primero de los tramos se sitúa el coro, y enfrente se abre el acceso al templo.
Destaca por su interés la torre, de gran esbeltez constituida por seis cuerpos, construidos con mampostería concertada de piedra los cinco primeros y el último de ladrillo correctamente trabajado y situada de singular manera, adosada por la cabecera, en prolongación de la capilla del presbiterio. Se apoya en una zona de fuerte pendiente ascendente norte-sur y ofrece por el exterior un perfil escalonado que se remata en los dos últimos cuerpos con cornisas de piedra y ladrillo respectivamente.
Al exterior en todo el perímetro de la construcción, dada su esbeltez, posee contrafuertes, siendo de ladrillo en las fachadas longitudinales y de piedra el que refuerza el ángulo más meridional del testero que configura la fachada este y el que se sitúa en el presbiterio por el lado norte entre aquel y la torre. Algunos se hallan restaurados, observándose recrecidos en los de la fachada norte y encontrándose en la actualidad enfoscados en toda su altura los del lado sur. Todo lo cual da muestra de anteriores deterioros corregidos en sucesivas intervenciones a lo largo del tiempo.